# Hypoponera sulcitana
Hypoponera sulcitana är en myrart som först beskrevs av Stefani 1970.  Hypoponera sulcitana ingår i släktet Hypoponera och familjen myror. Inga underarter finns listade i Catalogue of Life.